# المطبعة الثعالبية
المطبعة الثعالبية، هي دار نشر تأسَّست بمدينة الجزائر عام 1214هـ الموافق لـ 1895م. واشتهرت بسبب طبعها للقرآن الكريم لأول مرة في الجزائر.

## التأسيس
أُسست المطبعة الثعالبية من طرف رودوسي قدور بن مراد التركي في عام 1214هـ الموافق لـ 1895م، واتخذت عنوانا لها: عدد 1، شارع مصطفى إسماعيل بقصبة الجزائر، وكان لها صندوق بريد رقمه 309 تستقبل من خلاله المراسلات، وكان سجلها التجاري يحمل رقم 306.
وصاحب المطبعة الثعالبية رودوسي قدور بن مراد من أصل عائلة تركية، ولد يوم 15 جوان 1876م، وكان ساكنا بالأبيار، وارتبط اسم رودوسي بشرف طباعة المصحف الشريف.
وهي أول مطبعة أُنشئت في الجزائر، منسوبة إلى العلاّمة عبد الرحمان الثعالبي، وقد ساهمت هذه المطبعة في نشر الكتب الجزائرية وغيرها، وقد كان الإنتاج الجزائري وفيرا إلاّ أنّ الإمكانيات المطبعية الضرورية لعملية النشر لم تستطع أن تسايره، حيث كانت الزوايا في الجزائر تسد النقص عبر النسخ اليدوي للمخطوطات التي كان يتوافد عليها العلماء.
قد كان تطور تقنيات وفنيات الطبع فيها على مرحلتين: أولاهما بالخط الثعالبي العتيق، وهو خط مغربي، وثانيهما بالخط المشرقي.

## المنشورات

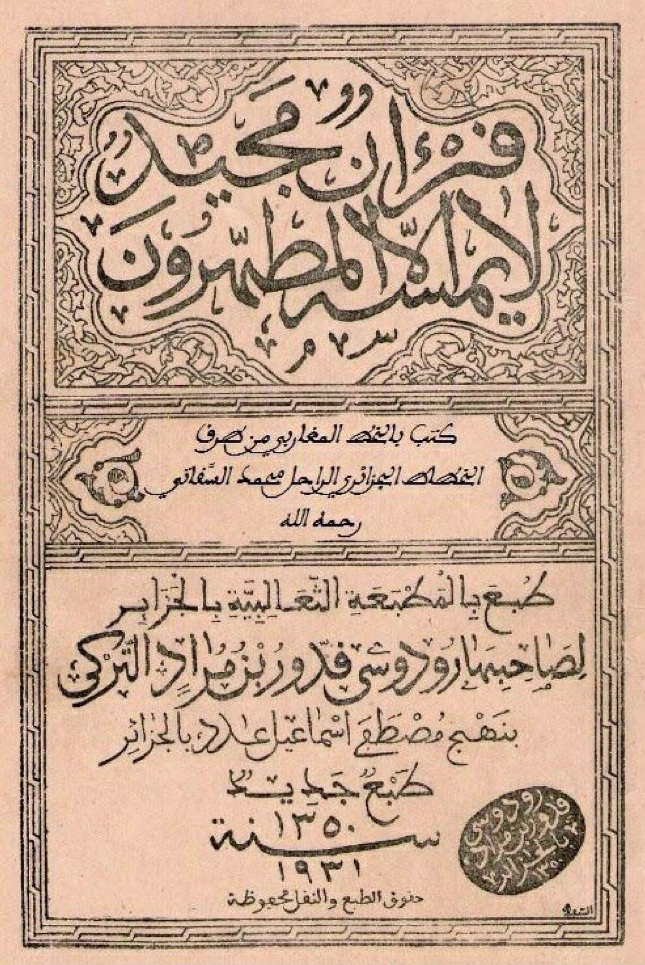
مصحف المطبعة الثعالبية

لقد ذهبت المطبعة الثعالبية في نشر الكتب من هذه المطبعة إلى أبعد من نشر التراث الجزائري، بل ساهمت في التجديد والإصلاح الديني والثقافي والاجتماعي عبر منشورات عديدة.

### قائمة كتب المطبعة الثعالبية والمكتبة الأدبية
قامت المطبعة الثعالبية بإصدار فهرس لمنشوراتها خلال عام 1347هـ الموافق لعام 1928م.
ويتضمن هذا الكتاب فهرس وقائمة الكتب المطبوعة عام 1928م، وهو ذو أهمية خاصة لدى الباحثين في علوم المكتبات ومصادر التعلم؛ حيث يدخل في نطاق تخصص علوم الفهارس والأرشيف والمكتبات ومصادر المعلومات والمخطوطات.

### طبع القرآن
قامت المطبعة الثعالبية بإصدار أول نسخة مطبوعة من المصحف الشريف في الجزائر خلال عام 1350هـ الموافق لعام 1931م.
وتمت كتابة هذه النسخة بالخط المغاربي من طرف الخطاط الجزائري محمد شرادي المشهور باسم محمد السفطي أو محمد السفاتي  الذي ضبطه على رواية ورش عن نافع.
وكتب هذا المصحف على ما يوافق رواية الإمام أبو سعيد عثمان بن سعيد القرشي ثم المصري المعروف بورش لقراءة نافع بن عبد الرحمان المدني. وأخذ هجاءه وضبطه مما رواه محمد بن محمد الأموي المعروف بالخراز في منظومته (مورد الظمآن). واتبعت في عد آياته طريقة الكوفيين على حسب ما في كتاب (البيان) للإمام الداني، وجملتها عندهم 6236. وأخذ بيان مكيه ومدنيه من مصحف الحكومة المصرية الذي طبع سنة 1342هـ. كتبه مراجع المصاحف في مصر تحريرا في 29 صفر سنة 1356 هجرية.

### كتب أخرى
1. متن خليل في الفقه طبع 1903م.[5]
2. متن العاصمية، تأليف أبي بكر بن عاصم الغرناطي، طبع سنة 1327هـ.[13]
3. تعطير الأكوان في شذا نفحات أهل العرفان لمحمد بن الصغير بن الحاج المختار طبع عام 1916م وهو كتاب في التراجم.[14]
4. منار الإشراف على فضل عصاة الأشراف ومواليهم من الأطراف لعاشور بن محمد الخنقي، طبع عام 1914م، وقد رد عليه عبد الرحمان الديس في كتابه هدم المنار وهو مطبوع كذلك بالمطبعة الثعالبية.[15]
5. معجم مختصر شرح ما أُبهم من كتاب الجواهر الحسان للثعالبي طبع سنة 1328هـ.[5]
6. إيقاظ الوسنان في العمل بالحديث والقرآن، تأليف محمد بن علي السنوسي، طبع عام 1914م.[16]
7. كشف الرموز في شرح العقاقير والأعشاب، تأليف عبد الرزاق بن حمادوش الجزائري، طبع عام 1928م.[17]
8. البستان في ذكر الأولياء والعلماء بتلمسان، تأليف  ابن مريم المليتي المديوني التلمساني، طبع عام 1908م.[18]

### الفهارس
كانت المطبعة الثعالبية تضع الفهارس لمنشوراتها، وقد وصل عددها إلى نحو 30 فهرسا، وذلك بين عامي 1920م و1928م.

## دراسات عن المطبعة الثعالبية
تفرد بشير ضيف بن أبي بكر بن البشير بن عمر الجزائري بتأليف كتابين اثنين عن المطبعة الثعالبية، عنواناهما:
1. جهود المطبعة الثعالبية في نشر وطبع التراث الجزائري.[19]
2. بواكير الطبع في الجزائر.[1]

وهما كتابان مخطوطان، كما وضع فهرسا لكل ما طبعته المطبعة الثعالبية من تراث إسلامي عربي.